# Тупољев Ту-14
Тупољев Ту-14, (рус. Туполев Ту-14; НАТО назив Bosun) је двомоторни средње-тешки торпедни бомбардер на млазни погон руског пројектанта авиона Тупољева. Поред бомбардера из овог типа авиона је развијен и извиђач. Први лет прототипа био је 29. јануара 1947. године.

## Пројектовање и развој
Одмах након завршетка рата у ОКБ 156 Тупољев (Опитни Конструкциони Биро - Тупољев) је почео интензиван рад на стварању првог совјетског бомбардера на млазни погон. У том периоду је направљен читав низ пројеката Ту-72; 73; 74; 78 и 79. Овако велико лутање је углавном била последица немања адекватних млазних мотора и примена потпуно нових техничких решења за која су неопходна истраживања. Остварено решење је био пројект Ту-77 касније прекрштен на Ту-12. Следећи пројект је био Ту-81 касније назван Ту-14 а ући ће у употребу у Совјетско поморско ваздухопловство као торпедни бомбардер. Главни пројектант овог авиона је био Сергеј Јегер, рад на пројекту је почео још 1944. године а прототип завршен 1948. године. Први пробни лет је обављен 13. октобра 1949. године а тестирање окончано у јесен 1950. године. На овако дуготрајно доношење одлуке поред проблема са моторима утицало је и то што су у утакмици за серијску производњу а тиме и за наоружавање у игри била два такмаца Ту-14 и Ил-28. На основу резултата приказаних у наредној табели (Карактеристике тактичких бомбардера на млазни погон) изабран је Ил-28 као бољи авион (подебљана слова означавају боље карактеристике).
Након овакве одлуке Министарског савета, ОКБ 156 Тупољев је направио варијанту авиона Ту-14Т торпедни бомбардер и минополоагач намењен поморском ваздухопловству и тај модел је прихваћен за наоружавање и серијску производњу.

### Карактеристике тактичких бомбардера на млазни погон
| Карактеристика       | Тупољев Ту-12 (Ту-77) | Тупољев Ту-14 (Ту-81) | Иљушин Ил-28  |
| -------------------- | --------------------- | --------------------- | ------------- |
| Датум првог лета     | 27. јула 1947.        | 13. октобра 1949.     | 8. маја 1948. |
| Дужина               | 16,45 m                | 21,95 m                | 17,65         |
| Висина               | 4,13 m                 | 5,69 m                 | 6,70          |
| Размах крила         | 18,86 m                | 21,67 m                | 21,45         |
| Површина крила       | 48,30 m²                | 67,36 m²                | 60,80         |
| Маса празног авиона  | 8.993 kg                | 14.930 kg               | 12.890        |
| Максимална маса      | 15.720 kg               | 25.930 kg               | 23.200        |
| Врста мотора         | турбомлазни           | турбомлазни           | турбомлазни   |
| Мотори               | 2 × RR Nene           | 2 × БК-1              | 2 × БК-1      |
| Снага                | 2 × 22 kN               | 2 × 27                | 2 × 27        |
| Максимална брзина    | 783 km/h                  | 845 km/h                  | 906           |
| Плафон лета          | 11.370 m               | 11.300 m               | 12.500        |
| Радијус              | 1.000 km                | 1.200                 | 1.200         |
| Брзина пењања        | 625 m/min                  |                       | 900           |
| Маса бомби / торпеда | 3.000                 | 3.000                 | 3.000         |

### Технички опис авиона Тупољев Ту-14
Авион Тупољев Ту-14Т је потпуно металне конструкције, средњи вискококрилац са два млазна мотора који су постављени испод крила. Крила су права у односу на труп авиона и трапезастог су облика. Мотори су турбомлазни ВК-1, снаге 27,00kN. Труп авиона је кружног попречног пресека у чијој унутрашњости се налази простор за смештај посаде и товара бомби Авион има увлачећи стајни трап система трицикл, предња носна нога има један точак са гумама ниског притиска а задње ноге које представљају и основне, се налазе испод крила авиона и свака има по један точак са нископритисним гумама. У току лета предња нога се увлачи у труп авиона а задње ноге у простор иза мотора. Авион има укупно 3 точка који му омогућавају безбедно слетање. Хоризонтална репна пераја су стреластог облика а испод прилично великог репног вертикалног стабилизатора и кормила правца налази се кабина задњег стрелца. Нос авиона је затупаст и застакљен и у њему се налази кабина навигатора тј. нишанџије а изнад њега кабина пилота. Кабина пилота и навигатора представљају једну целину и била је под притиском, као и кабина задњег стрелца која се налазила на репу авиона. Између ове две кабине налазио се простор за бомбе и резервоари за гориво направљени од меке гуме. У случају хаварије пилот се катапултира изнад авиона а навигатор и задњи стрелац испод..

### Варијанте авиона Тупољев Ту-14
- Ту-14 "73" - први прототип са три турбомлазна мотора Ролс Роис,
- Ту-14 "73Р“ ("74") - извиђачки авиона модификација пројекта Ту-14 "73",
- Ту-14 "78" - модификација пројекта "73" са три турбомлазна мотора руске производње,
- Ту-14Т "81" - бомбардер, торпедни авион, са два мотора руске производње ВЦ-1,
- Ту-82 - пројект авиона Ту-14 са стреластим крилима,
- Ту-14Р "89" - извиђачки авион на бази Ту-14Т,

## Оперативно коришћење
Авион Ту-14Т је направљен у 147 примерака у фабрици авиона у Иркутску у периоду од 1951 до 1953. године. Ушао је у употребу 1951. године и служио је за напад на пловне објекте торпедима и бомбама, за полагање мина као и за патролирање, извиђање и снимањ.

## Наоружање
- Стрељачко: 4 х НП-23 топа 23 mm).
- Бомбе или торпеда: 1.000 до 3.000 kg у трупу.

## Земље које су користиле авион Ту-14
| - СССР |